# Селид
Селид (венг. Szelidi-tó) — озеро в медье, Бач-Кишкун, Венгрия. Площадь озера равна 0,8 км².

## Описание
Озеро Селид — это солёное озеро, образованное в старом русле реки Дунай: 5 км в длину и 150—200 м в ширину, 3-4 м в глубину, это пятое по величине озеро в Венгрии. На южной стороне озера расположен песчаный пляж, кемпинг. Озеро летом быстро прогревается, температура иногда достигает 28 градусов по Цельсию. Соли входящие в состав воды озера, обладают терапевтическими свойствами в него входят соли натрия, карбоната магния и йодида натрия. Вода не имеет запаха, характерного для соленых озёр.
В средние века озеро славилось своими, заживляющими раны водами. В наше время предлагается лечение эндокринной системы, ревматизма итд.
Озеро находится посреди национального парка Кишкуншаг (венг.  Kiskunsági Nemzeti Park ) и безусловно является его жемчужиной.